# Medetera takagii
Medetera takagii är en tvåvingeart som beskrevs av Negrobov 1970. Medetera takagii ingår i släktet Medetera och familjen styltflugor. Inga underarter finns listade i Catalogue of Life.